# جاگاتی اسریکومار
جاگاتی اسریکومار (انگلیسی: Jagathy Sreekumar؛ زادهٔ ۵ ژانویهٔ ۱۹۵۱) یک هنرپیشه اهل هند است.
از فیلم‌ها یا برنامه‌های تلویزیونی که وی در آن نقش داشته است می‌توان به بلندگو، اخبار، رمان، سرنشین، تام و جری، کابوی، ارومی، فرزند ارشد، راه شیری، کمیاب، آرجونان شاهد است، ۱ آگوست، دیزی و جزیره شگفت‌انگیز اشاره کرد.